# Кератоскоп
Кератоскоп је офталмолошки инструмент познат и као Пласидови кругови, који има црно-беле концентричне и једнако удаљене кругове. Користи се за процену облика предње површине рожњаче.

## Метода
Овим инструментом осветљаваа се рожњача и тиме добија слика предње површине рожњаче. Низ концентричних прстенова се пројектује на рожњачу и њихов одраз посматра кроз малу рупу у центру диска. Рожњача правилног облика треба да показује подједнако распоређене симетричне рефлексије. Ако су кругови остали концентрични онда није било одступања у погледу астигматизма рожњаче. Међутим ако пацијент пати од астигматизма или дистрофије рожњаче, прстенови ће бити изобличени или издужили због астигматске кривине у облику предње површине рожњаче.

## Историја
Неколико векова офталмолози су покушавали да измере топографске карактеристике рожњаче, али то је учињено тек 1880.  године када је Антонио Плацидо де Коста дизајнирао први кератоскоп који је и данас у употреби. Пласидо је схватио да коришћењем рефлектујућих прстенова пројектованих на рожњачу могу да се учине видљивим одступања од њене нормалне закривљености. Ако је рожњача равна, прстенови би изгледали уједначени, али ако би имала неправилан облик или закривљеност, појавило би се изобличење.
Плацидо је дефинисао кератоскоп са црно-белим концентричним круговима, а  дефинитиван алгоритам за квантитативно мерење закривљености рожњаче дао је Алвар Гулстранд 1896. године који се још увек користи у топографији рожњаче.
Кератоскоп је доста коришћена у 20. веку пре него што је откривена компјутерска видеокератографија или оно што се данас зове топографија рожњаче, која може да произведе контурне карте топографије ока  у боји, или чак и тродимензионалну визуелизацију његове површине. Значајна предност у односу на мерење кератоскопом је број мерних тачака. У мерењу кератоскопом, снима се само неколико мерних тачака (две централне, четири периферне). У зависности од уређаја, видеокератографи бележе 10.000 до 30.000 мерних тачака, што резултује детаљним профилом рожњаче. Могу се изабрати различити формати приказа. Топографија рожњаче може бити приказана нумерички, означена бојама или као тродимензионални површински планински ланац. 
Кератограф који је првобитно развијен за хирургију рожњаче, сада се такође широко користи у постављању контактних сочива.